# Cymodoce acuta
Cymodoce acuta är en kräftdjursart som beskrevs av Richardson 1904. Cymodoce acuta ingår i släktet Cymodoce och familjen klotkräftor. Inga underarter finns listade i Catalogue of Life.